# Jak II
Jak II is een computerspel voor het platform PlayStation 2. Het spel werd uitgebracht in 2003. 

## Ontwikkelteam
- Ontwerp: Evan Wells
- Regie: Jason Rubin
- Ontwikkelaars: Andy Gavin, Mark Cerny, Christophe Balestra, Christopher Christensen
- Grafisch artiesten: Bob Rafei, Bruce Straley
- Muziek: Josh Mancell, Larry Hopkins

## Ontvangst
| Beoordeeld door | Datum            | Score |
| --------------- | ---------------- | ----- |
| GamePro (USA)   | 13 oktober 2003  | 100%  |
| GameZone        | 25 oktober 2003  | 97%   |
| Futuregamez.net | 19 december 2005 | 95%   |
| PGNx Media      | 4 november 2004  | 95%   |
| Gaming Nexus    | 30 oktober 2003  | 94%   |
| GameSpot        | 14 oktober 2003  | 91%   |
| GamingTrend     | 2003             | 90%   |
| Darkstation     | 2003             | 90%   |
| Game Critics    | 24 december 2003 | 60%   |
| GameSpy         | 14 oktober 2003  | 40%   |

## Trivia
- Het spel is opgenomen in het boek 1001 Video Games You Must Play Before You Die van Tony Mott.